# C-17 Globemaster III
 Der er for få eller ingen kildehenvisninger i denne artikel, hvilket er et problem. Du kan hjælpe ved at angive troværdige kilder til de påstande, som fremføres i artiklen.

C-17 Globemaster III er et amerikansk tungt transportfly produceret af Boeing (tidligere McDonnell Douglas). Det er i brug i de amerikanske (siden 1993), britiske og australske luftvåben. Det canadiske luftvåben har også bestilt flere med levering fra 2008. NATO har ligeledes indkøbt tre styk C-17 Globemaster III.
C-17 er det nyeste tunge transportfly i det amerikanske luftvåben. Det har fire turbofanjetmotorer og kan transportere tung last over meget lange afstande uden at måtte gentankes, f.eks. i luften. Designet er tiltænkt voluminøse laster som kan afleveres på simple landingsbaner. Flyet kan også nedkaste lasten fra luften, og kan konfigureres som både ambulancefly og platform for specialoperationer.
C-17 er det tredje fly som bruger Globemaster-navnet. De to første er Douglas C-74 Globemaster, kendt fra Berlinblokaden, og Douglas C-124 Globemaster II. Flyet er vurderet som det mest pålidelige transportfly i amerikansk tjeneste. Flyet er flyveklar omkring 87% af tiden, mens C-5 Galaxy er flyveklar omkring 68% af tiden.
C-17's motorer har thrust reverser, der kan åbne sig i siderne så flyet kan bakke med op til 30 km/t. Det gør at C-17 kan lande på ni sekunder.

## Lasteevne
C-17 har en besætning på tre personer og kan medtage op til 102 faldskærmssoldater eller 124 soldater samtidig med en mindre mængde gods. C-17 kan laste 75 tons i sit kæmpe lastrum svarende til enten en enkelt M1 Abrams, tre Stryker eller seks M1117 Guardian.

## Udgaver
- C-17A: Den oprindelige version

- C-17A-ER: Officielt betegnelse for C17-A med udvidet rækkevidde grundet tilføjelsen af en ekstra brændstoftank. Denne forbedring blev indført på nye fly bygget fra 2001.

- BC-17: Civil variant, blev før fusionen af McDonnell Douglas og Boeing benævnt MD-17.

## Operatører
Den største operatør af Globemaster III er uden sammenligning det amerikanske luftvåben med over 200 fly planlagt i tjeneste. Der har flere gange været meldinger om, at produktionen vil lukke uden flere ordrer, men indtil videre afgives der stadig løbende bestillinger på nye fly fra USA.
Til glæde for Boeing-fabrikkerne lykkedes det efter lang tids markedsføring at sælge et antal fly til Royal Air Force i Storbritannien. De første fire styk blev lejet i en periode men senere købt. Herudover er yderligere to fly bestilt, og det udelukkes ikke at flere kan komme til, da det militære Airbus A400M, som Royal Air Force ellers har bestilt, er ramt af forsinkelser, og der er stort behov for transport af tropper og materiel lige nu. UK har nu 8 styk C-17.
Australien og Canada har hver bestilt fire fly til strategisk transport af materiel. Desuden har NATO afgivet ordre på tre fly indtil videre, som skal flyves af skiftende mandskab fra de involverede lande. Danmark var oprindeligt med i denne ordning, men trak sig ud i 2007. Disse fly bliver udstationeret i Ungarn.
Som de seneste kunder til C-17-flyet har de to arabiske lande Qatar og De Forenede Arabiske Emirater bestilt henholdsvis to og fire fly. Indien har bestilt 10 C-17s hvoraf seks var leveret i 2014. Kuwait har købt to fly, hvoraf det ene blev leveret i februar 2014.

## C-17 i Danmark
Danmark havde gennem NATO erklæret sig villig til at indkøbe flere C-17 til
"Strategic Airlift Capability Program". Forsvarsminister Søren Gade skrev under på Danmarks deltagelse. Der er leveret tre C-17 i 2009 til en enhed i Ungarn, der flyves af besætninger fra de deltagende lande. To fly er betalt af deltagerne og et er leveret af USA. Sverige og Finland deltager også under "Partnerskab for fred". Danmark kunne dog ikke finde pengene til at deltage.